# Blang
Die Blang (auch Bulang; chinesisch 布朗族, Pinyin Bùlǎngzú) sind eine der 56 offiziell anerkannten Nationalitäten der Volksrepublik China. Nach der letzten Volkszählung im Jahr 2010 zählen sie 119.692 Menschen. Sie leben vor allem in Yunnan. Die Sprache der Blang gehört zur Mon-Khmer-Sprachgruppe der Austroasiatische Sprachen. Eine Schrift existiert nicht. Neben Gespenster- und Geisterglauben ist der Theravada-Buddhismus verbreitet.

## Verbreitung der Blang auf Provinzebene nach den Daten des Zensus 2010 (Stichtag 1. November 2010)
| Gebiet              | Zahl    | Anteil   |
| ------------------- | ------- | -------- |
| Volksrepublik China | 119.692 | 100,00 % |
| Yunnan              | 116.573 | 097,39 % |
| Guangdong           | 0 495   | 00,41 %  |
| Shandong            | 0 317   | 00,26 %  |
| Zhejiang            | 0 300   | 00,25 %  |
| Chongqing           | 0 288   | 00,24 %  |
| Jiangsu             | 0 265   | 00,22 %  |
| Fujian              | 0 226   | 00,19 %  |
| Sichuan             | 0 164   | 00,14 %  |
| Hunan               | 0 138   | 00,12 %  |
| Shanghai            | 0 133   | 00,11 %  |
| Hainan              | 0 120   | 00,10 %  |
| Guangxi             | 0 81    | 00,068 % |
| Henan               | 0 80    | 00,067 % |
| Anhui               | 0 78    | 00,065 % |
| Peking              | 0 68    | 00,057 % |
| VBA                 | 0 53    | 00,044 % |
| Hebei               | 0 50    | 00,042 % |
| Guizhou             | 0 49    | 00,041 % |
| Hubei               | 0 36    | 00,030 % |
| Jiangxi             | 0 31    | 00,026 % |
| Xinjiang            | 0 23    | 00,019 % |
| Shanxi              | 0 22    | 00,018 % |
| Tianjin             | 0 21    | 00,018 % |
| Liaoning            | 0 19    | 00,016 % |
| Innere Mongolei     | 0 15    | 00,013 % |
| Heilongjiang        | 0 12    | 00,010 % |
| Gansu               | 0 12    | 00,010 % |
| Jilin               | 0 9     | 00,008 % |
| Shaanxi             | 0 6     | 00,005 % |
| Tibet               | 0 4     | 00,003 % |
| Qinghai             | 0 2     | 00,002 % |
| Ningxia             | 0 2     | 00,002 % |